# 10697 Othonwinter
10697 Othonwinter è un asteroide della fascia principale. Scoperto nel 1981, presenta un'orbita caratterizzata da un semiasse maggiore pari a 2,6518052 UA e da un'eccentricità di 0,1546732, inclinata di 14,58218° rispetto all'eclittica.